# Трипразеодимундекацинк
Трипразеодимундекацинк — бинарное неорганическое соединение
празеодима и цинка
с формулой Pr3Zn11,
кристаллы.

## Получение
- Сплавление стехиометрических количеств чистых веществ:

{\displaystyle {\mathsf {3Pr+11Zn\ {\xrightarrow {855^{o}C}}\ Pr_{3}Zn_{11}}}}

## Физические свойства
Трипразеодимундекацинк образует кристаллы
ромбической сингонии,
пространственная группа I mmm,
параметры ячейки a = 0,4502 нм, b = 1,3384 нм, c = 0,8756 нм, Z = 2,
структура типа трилантанундекаалюминия Al11La3
.
Соединение образуется по перитектической реакции при температуре 855°C.